# Museo de Burgos
Das Museo de Burgos (dt.: Museum von Burgos), das früher als Museo Arqueológico Provincial (dt.: Archäologisches Museum der Provinz) bekannt war, ist in zwei nebeneinander liegenden Palästen aus dem 16. Jahrhundert untergebracht, der Casa de Miranda und der Casa de Íñigo Angulo, die einen Block zwischen der Calle Calera und der Calle Miranda in der spanischen Stadt Burgos bilden. Die Sammlungen des Museums stammen ausschließlich aus der Provinz Burgos und zeigen die historische und kulturelle Entwicklung der Provinz.

## Geschichte
Das Museum von Burgos entstand 1846 aus der Arbeit der Kommission für die Enteignung der Provinz und später der Kommission für Denkmäler der Provinz, die mit der Sammlung, Katalogisierung und Bewahrung von Kunstgegenständen aus den von der Enteignung von 1835 betroffenen Kirchen, Klöstern und Stiften der Provinz beauftragt waren. Die ersten Sammlungen umfassten daher fast ausschließlich die Kunstwerke. Im Laufe seiner Geschichte hatte das Museum verschiedene Standorte. Bis 1871 fehlte es an einem geeigneten Standort und zog häufig um. So belegte es nacheinander die folgenden Gebäude:
- Das Konziliar-Seminar von San Jerónimo, zwischen 1846 und 1848.
- Das Gymnasium San Nicolás, zwischen 1849 und 1863.
- Das Kartäuserkloster von Miraflores, zwischen 1863 und 1865.
- Die Taubstummen- und Blindenschule, das Meereskonsulat und die Sekundarschule von San Nicolás, zwischen 1865 und 1870.
- Das inzwischen aufgelöste Kloster der Madres Trinitarias, das von 1870 bis 1875 unter dem Namen Museos de Bellas Artes y Antigüedades betrieben wurde.
- Der Bogen von Santa María, unter dem Namen Museum für Archäologie und Schöne Künste, zwischen 1878 und 1955.

Ab dem zweiten Drittel des 20. Jahrhunderts wuchsen die archäologischen Sammlungen dank der Funde, die bei Ausgrabungen an verschiedenen Orten in der Provinz gemacht wurden, beträchtlich an. Eine neue Phase begann 1955 mit der Einrichtung der Sammlungen in der Casa de Miranda, einem Beispiel für die Kunst der Renaissance, das 1545 wahrscheinlich von dem Architekten Juan de Vallejo als Wohnsitz für den Kanoniker Don Francisco de Miranda errichtet wurde. Der Palast besteht aus einem dreistöckigen Gebäude, das um einen zentralen Hof mit einem doppelten Stockwerk gestützter, reich mit Kapitellen und Sockeln verzierter Galerien gebaut ist, die wiederum den Innenraum des Museums aufteilen.
Mit der Unterbringung in der Casa de Miranda wurde die Einrichtung in Museo Arqueológico Provincial de Burgos und ab 1973 einfach in Museo de Burgos umbenannt. 1962 erhielt das Museum den Status eines Nationalen Denkmals, der später in ein Kulturgut (spanisch: Bien de Interés Cultural – BIC) umgewandelt wurde. Dies war eine besondere Auszeichnung für das Museum, denn die Casa de Miranda, ebenfalls ein BIC, hatte diesen Status bereits seit 1914. Die Erklärung zum Nationaldenkmal verhinderte, dass der Renaissance-Innenhof des Palastes, der von seinem Besitzer an den amerikanischen Magnaten William Randolph Hearst verkauft worden war, Spanien verlassen musste.
Im Jahr 1979 begann das Museum mit einer umfassenden Umgestaltung, um die Ausstellungsfläche zu vergrößern und die Einrichtungen zu renovieren. Die Casa de Miranda wurde vollständig restauriert, um die Abteilungen Vorgeschichte und Archäologie zu beherbergen, die 1983 wieder für die Öffentlichkeit zugänglich gemacht wurden, während die benachbarte Casa de Íñigo Angulo, ein Zeitgenosse der Casa de Miranda und das Werk von Juan de Vallejo, das 1986 vom Staat erworben wurde, die Abteilung der Schönen Künste erhielt, die seit 1991 für die Öffentlichkeit zugänglich ist. Später wurde das Museum durch die Casa de los Melgosa ergänzt, die ebenfalls im 16. Jahrhundert erbaut wurde, sowie durch den Standort des ehemaligen Kinos Calatravas, das heute nicht mehr zu besichtigen ist.

## Frühzeit und Archäologie (Casa de Miranda)

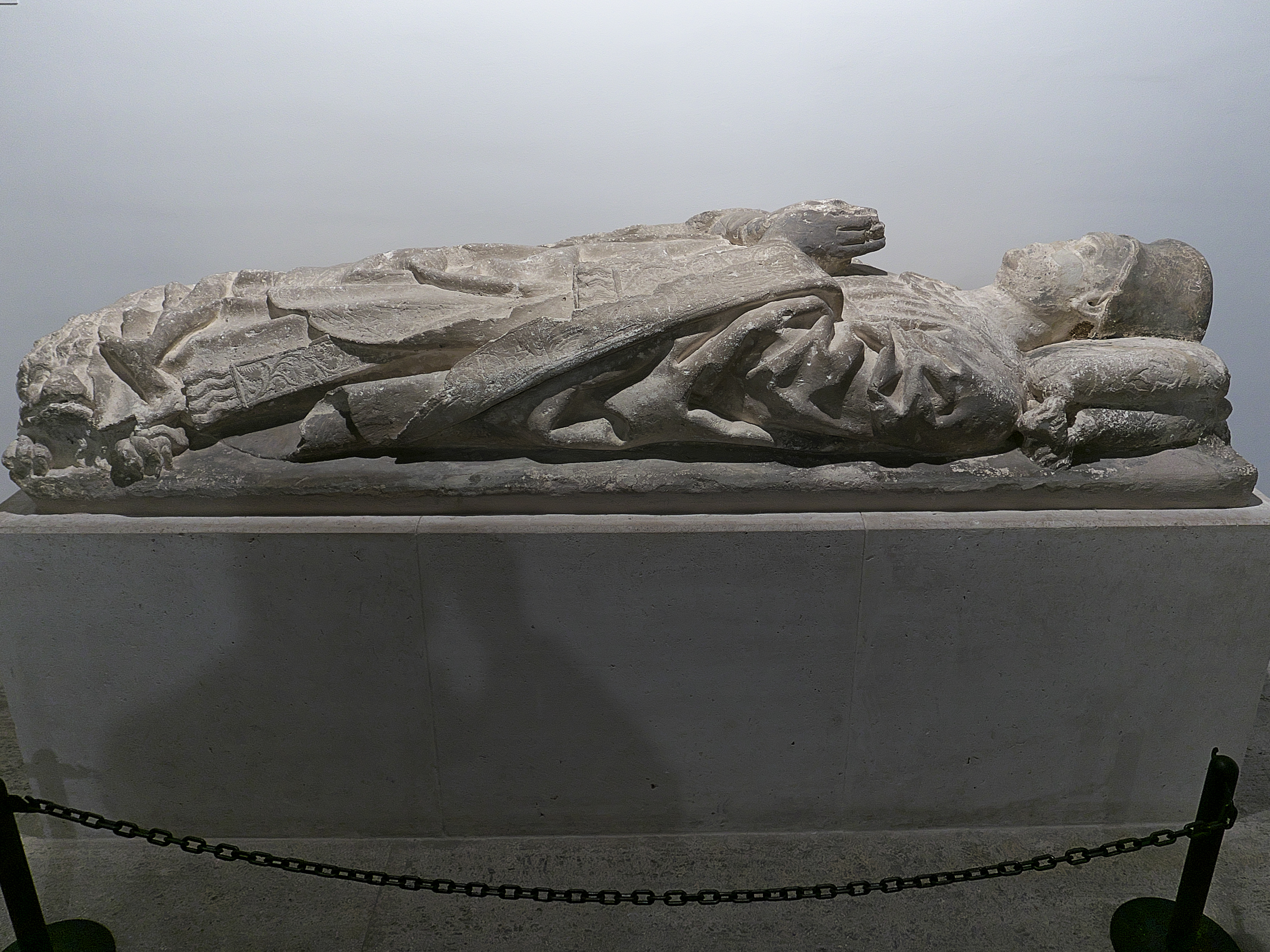
Liegende Figur des Pedro de Maluenda im Casa Miranda

Diese Abteilung des Museums besteht aus acht Sälen in den beiden oberen Stockwerken und in den Galerien des Innenhofs der Casa de Miranda. Hier werden Gegenstände aus der Vorgeschichte (Paläolithikum, Neolithikum, Bronzezeit und Eisenzeit), der Antike (keltiberische, römische, spätrömische und frühchristliche Zeit) und dem frühen Mittelalter (westgotische Zeit) ausgestellt. Die Stücke stammen aus einer Vielzahl von Quellen, die in der ganzen Provinz verstreut sind. Modelle, Fotos und Pläne erleichtern das Verständnis der Stätten.
Aus dem Paläolithikum sind Tierreste und Nachbildungen von Hominidenfossilien aus den Fundstätten von Atapuerca hervorzuheben, aus dem Neolithikum Gegenstände, die in den Höhlen von Ojo Guareña und in den Ganggräbern von Cubillejo de Lara und in der Gegend von Sedano gefunden wurden. Aus den Nekropolen von La Polera (Ubierna), Villanueva de Teba und Miraveche stammen zahlreiche Grabbeigaben aus der Bronzezeit, darunter Waffen und Schmuck. Aus der Eisenzeit sind Torques und andere keltische und keltiberische Gegenstände zu sehen.
Clunia war die wichtigste römische Stadt in der Region und die Quelle der meisten Fundstücke aus dieser Zeit; besonders hervorzuheben sind die Marmorskulpturen wie die der Isis oder die Büste der Julia Augusta, die Überreste von öffentlichen Gebäuden und die große Sammlung von Alltagsgegenständen (Votivgaben, Nähnadeln, Instrumente, Keramik etc.). Interessante Überreste wurden auch an anderen Orten der Provinz geborgen; die Stelen- und Münzsammlungen unterschiedlicher Herkunft, die Funde aus Sasamón, Baños de Valdearados (wo ein gut erhaltener Bronzekessel hervorsticht), Hornillos del Camino und Cabriana (eine Nekropole, in der zahlreiche Glaswaren gefunden wurden) sind gute Beispiele dafür. Besonders erwähnenswert ist das Mosaik von Atalanta und Meleagro, die das Wildschwein von Calidón jagen, mit einer ursprünglichen Größe von etwa 100 m², das in Cardeñajimeno, am Rande der heutigen Stadt Burgos, gefunden wurde.
Von der Verbreitung des Christentums in der Provinz zeugen die in La Bureba gefundenen Sarkophage mit frühchristlicher Ikonographie sowie die westgotischen Lapidarium- und Ausstattungselemente, die in Orten wie Quintanilla de las Viñas gefunden wurden, wo Reste der Pflanzenfriese gefunden wurden, mit denen sie geschmückt waren.

## Schöne Künste (Casa de Íñigo Angulo)

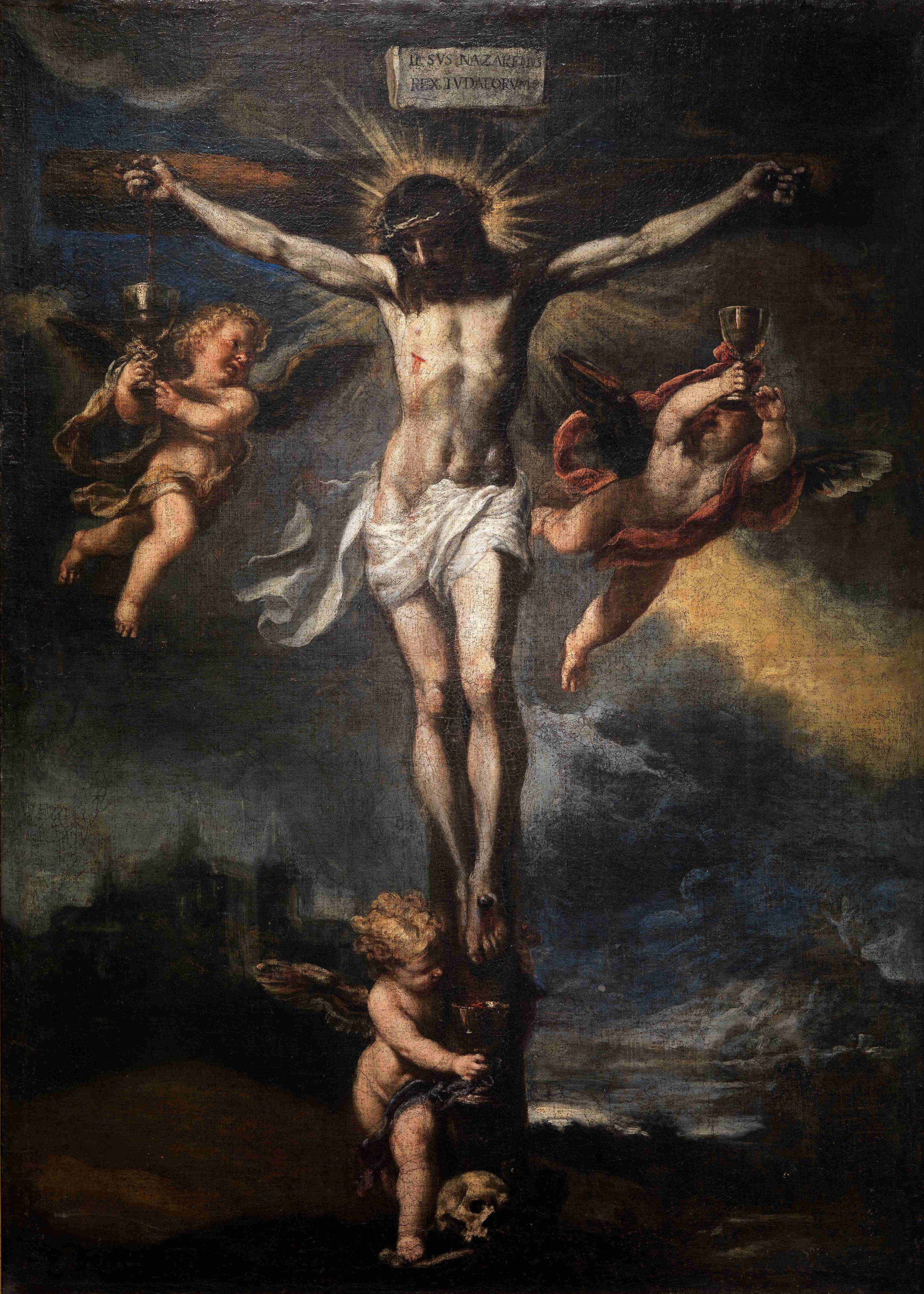
Das Gemälde Cristo de la Sangre von Mateo Cerezo dem Jüngeren

Diese Abteilung erstreckt sich über vier Stockwerke und ein Zwischengeschoss mit neun Sälen. Die Sammlungen beginnen mit wenig bedeutenden Überresten aus der vorromanischen oder nachvisigotischen Zeit, wie Kapitellen und Grabsteinen, aus verschiedenen Orten wie der Nekropole von Villargámar oder dem heute verschwundenen Kloster Santa María y San Pedro de Valeránica in Tordómar.
Von größerer Bedeutung sind die Werke aus der Romanik und Gotik (11. bis 14. Jahrhundert), von denen die folgenden erwähnt werden können:
- die Frontale von Santo Domingo de Silos, die dem Grab des Heiligen entspricht, ein prächtiges Werk aus vergoldetem und emailliertem Kupfer aus dem 12. Jahrhundert, das zu den repräsentativsten seiner Art in Spanien gehört
- die Truhe aus Elfenbein und Emaille arabischen Ursprungs, die von Muhammad Ibn Zayan im 11; Jh.
- das gotische Grabgebinde einer Dame und eines Ritters aus der Geburtskirche in Villasandino aus der Zeit zwischen dem 12. und 14. Jh.
- weitere Werke aus Elfenbein und/oder Emaille; zoomorphe und anthropomorphe Kapitelle sowie Statuen.

Besonders erwähnenswert ist die Jungfrau der Schlachten (Virgen de las Batallas) aus vergoldetem Kupfer mit Emaille und Edelsteinen, die möglicherweise um 1225–1235 in Limoges (Frankreich) hergestellt wurde. Sie wurde jahrhundertelang im Kloster von San Pedro de Arlanza aufbewahrt und durchlief mehrere spanische und ausländische Sammlungen, bis sie 1997 versteigert und dem Prado-Museum geschenkt wurde, das sie als Leihgabe im Museum von Burgos aufbewahrt.
Das 14. bis 16. Jahrhundert war die Blütezeit von Burgos. Aus dieser Zeit (Spätmittelalter und Renaissance) sind einige Altaraufsätze und Fragmente von Altaraufsätzen erhalten, entweder als Skulpturen oder als bemalte Tafeln, wie die Reliefs des fehlenden Hauptaltars der Kirche des Klosters La Merced und der Altaraufsatz der Himmelfahrt des Klosters Vileña, der 1581 von Pedro López de Gámiz geschaffen wurde.
Es beherbergt interessante Grabskulpturen aus Holz, Kalkstein und Alabaster, darunter das Grab von Juan de Padilla von Gil de Siloé und das Grab von Don Gómez Manrique und Doña Sancha Rojas, beide aus dem heute verfallenen Kloster Fresdelval, Tafeln der kastilischen und flämischen Schule, darunter Werke von Pedro Berruguete (Messe von San Gregorio), und eine Sammlung von Särgen aus dem Kloster San Salvador de Oña. Von Interesse sind auch einige Skulpturen, wie das Jesuskind von Michelangelo Naccherino.
Im 17. Jahrhundert verloren die Stadt und die Provinz Burgos an Bedeutung, und folglich sind die im Museum enthaltenen Werke aus dieser Zeit weniger wichtig. Dennoch ist die Sammlung von Gemälden des Burgos-Malers Mateo Cerezo erwähnenswert, wie die Mystische Verlobung der Heiligen Katharina, der Heilige Hieronymus in den Brombeeren, Ecce Homo und der Christus des Blutes.
Von Bedeutung sind auch das Porträt von Fray Alonso de San Vítores von Juan Ricci, Werke von Malern aus Burgos wie Diego Polo oder José Moreno oder eine Reihe von Landschaften aus der Umgebung von Madrid.
Aus dem 18. Jahrhundert gibt es einige Skulpturen und Gemälde, darunter die Inmaculada Concepción von Antonio Palomino. Aus dem 19. Jahrhundert gibt es Gemälde von Dióscoro Puebla, Juan Antonio Cortés García de Quevedo, Isidro Gil und Encarnación Bustillo Salomón.
Was das 20. Jahrhundert betrifft, so beherbergt das Museum Werke verschiedener Maler wie Luis Gallardo, Fortunato Julián, José María Muñoz Melgosa, José Vela Zanetti, Luis Sáez, Modesto Ciruelos.
Die Abteilung der Schönen Künste enthält auch einen kleinen Teil der Sammlung der dekorativen und angewandten Kunst des Museums. Neben den bereits erwähnten islamischen und romanischen Stücken aus Elfenbein, Metall und Emaille gibt es Münzen aus verschiedenen Epochen, die hauptsächlich aus Schatzfunden am Stadtrand von Burgos und anderen Städten der Provinz stammen, mittelalterliches Geschirr und Waffen, Möbel aus dem 16. und 17. Jahrhundert und gotische Prozessionskreuze. Besonders erwähnenswert ist das Schwert Tizona, das traditionell dem Cid Campeador zugeschrieben wird und 2007 von öffentlichen Einrichtungen erworben wurde. Es wurde früher im Schloss von Marcilla aufbewahrt und später an das Armeemuseum in Madrid ausgeliehen.